# Contea di Yongping
La contea di Yongping (永平县S, Yǒngpíng XiànP) è una contea della Cina, situata nella provincia di Yunnan e amministrata dalla prefettura autonoma bai di Dali.